# Emil Waschinski
Emil Karl Richard Waschinski (ur. 14 stycznia 1872 w Pucku, zm. 4 lipca 1971 w Rendsburgu) – niemiecki numizmatyk i wykładowca, badacz historii pieniądza.
W 1904 opublikował w Gdańsku rozprawę doktorską Geschichte der Johanniterkomturei und Stadt Schöneck West-Pr. Do II wojny światowej działał przede wszystkim w Gdańsku i Poznaniu. Specjalizował się w tematyce mennictwa książąt pomorskich, zakonu krzyżackiego i Prus Książęcych. Po wojnie osiadł w Rendsburgu (RFN). Jest autorem blisko 250 publikacji naukowych z zakresu mennictwa i numizmatyki.

## Dorobek naukowy
Współpracował z niemieckimi czasopismami numizmatycznymi: „Deutsche Münzblätter”, „Numismatische Zeitschrift”, „Zeitschrift für Ostforschung”. Był także recenzentem polskich publikacji numizmatycznych. Do jego najważniejszych publikacji zaliczyć należy:
- Brakteaten und Denare des Deutschen Ordens, Berlin 1936
- Das bischöfliche Münzwesen des Deutschordenslandes, Berlin 1937
- Des Astronomen Nicolaus Coppernicus Denkschrift zur preußischen Münz- und Währungsreform 1519-1528, Köln 1941
- Währung, Preisentwicklung und Kaufkraft des Geldes in Schleswig-Holstein von 1226-1864, Neumünster, 1952/1959 (2 tomy)
- Die Münz- und Währungspolitik des Deutschen Ordens in Preußen, ihre historischen Probleme und seltenen Gepräge, Göttingen 1952